# Кременная
Кременна́я (укр. Кремінна) — город в Северодонецком районе Луганской области Украины. Входит в Лисичанско-Северодонецкую агломерацию. Располагается на крайнем юге Слободской Украины. С апреля 2022 года находится под оккупацией ВС РФ.

## Географическое положение
Город расположен на реке Красная около её впадения в Северский Донец. Вокруг Кременной растут пойменные леса естественного и искусственного происхождения, в связи с этим город именуют «Лёгкими Донбасса». Множество озёр и лесов способствуют развитию рекреационного туризма.

## Население
В январе 1989 года численность населения составляла 27 686 человек.
В январе 2013 года численность населения составляла 20 324 человека.

### Языковой состав
Родной язык населения по данным переписи 2001 года:
| Язык       | Численность, чел. | Доля     |
| ---------- | ----------------- | -------- |
| Украинский | 17 382            | 71,67 %  |
| Русский    | 6 763             | 27,89 %  |
| Другое     | 107               | 0,44 %   |
| Итого      | 24 252            | 100,00 % |

## История
Первое достоверное упоминание о землях вокруг Кременной относится к 1682 году, когда чугуевский воевода Григорий Иванович Косагов и острогожский полковник Иван Сасов с русскими служилыми людьми ездили для осмотра и описания новопостроенной черты. Описание было следующим: «А от усть речки Жеребца вверх до Соленого озера три версты на русской стороне а того Соленого озера по мере вдоль 140 поперек 60 сажень. А от речки Жеребца вниз по Донцу до Кременного Колодезя 6 верст 1000 сажень. А от Кременного Колодезя вниз по Донцу до речки Красной 2 версты 500 сажень и меж речек Жеребца и Красной построены в Луке казачьи городки Сухорев да Краснянской.» В указанном документе 1682 года присутствует и описание первых жителей этих мест: «И в тех 5 городках живут человек по 40 и по 50 и больше воровские беглые люди из-за бояр из за помещиков землю пашут и хлеб сеют а поселились в тех местах без указу великого государя… и зовутся донскими казаками».
После подавления восстания 1707—1708 годов под предводительством К. А. Булавина донские казачьи городки по рекам Донцу, Красной, Жеребцу, Айдару были разорены, а их земли отобраны в казну. После разделения России на губернии в 1708 году и вхождения бывших казачьих донских земель в Азовскую губернию началось повторное заселение бывших населенных пунктов русскими однодворцами. В 1719 году Азовская губерния была разделена на провинции, а заселенные русскими однодворцами слободы Ново-Айдарская, Старо-Айдарская, Сухоревская, Боровская, Краснянская, Райгородская, Ямпольская вошли в состав Бахмутской провинции.
Слобода Кременная основана в 1733 году как населённый пункт Бахмутской провинции Воронежской губернии. Если в 1733 году здесь значилось всего 13 душ мужского пола, то в 1745 году — 554. Кременная упоминается в «Дневнике путешествия по Слободско-Украинской губернии академика Санкт-Петербургской Академии Наук Гильденштедта в августе и сентябре 1774 года»: «Верстах в 6-ти выше Краснянки мы переправились по мельничной платите через реку Красную. В последней столько обильных водою ключей, что она бывает в состоянии в продолжение всего лета приводить в движение находящиеся на ней мельницы. Приблизительно в 5-ти верстах выше её устья с правой стороны в неё впадает речка Кременная, берущая начало в густом лесу; на ней лежит малороссийская владельческая слобода Кременная. На Донце между устьем речки Красной и слободой Сухаревой лежит слобода Шабельковка, в которой находится винокуренный завод, устроенный подполковником Шабельским.».
В декабре 1763 года окрестности Кременной были детально нанесены на план. Земля была размежевана между владельцами и принадлежала: полковнику Бахмутского конного казачьего полка (затем Луганского пикинёрного полка) Ивану Васильевичу Шабельскому, его брату ротмистру того же полка Ивану Прокофьевичу Шабельскому и асессору Колчигину. В начале XIX века на территории Кременной существовали два населенных пункта — слобода и деревня. Деревня принадлежала майору Федору Ивановичу Шабельскому, жене коллежского советника Пелагее Степановне Булгаковой и прапорщику Антону Шабельскому. Всего за помещиками было 588 душ «новороссийских крестьян». В слободе проживали казённые поселяне и войсковые обыватели общей численностью в 1777 душ обоего пола.
В 1825 году часть казённых селений Купянского уезда Слободско-Украинской губернии было изъято из ведения Харьковской Казённой палаты и передано в Военное ведомство. Слобода Кременная и окрестные населенные пункты (Торское, Житловка, Краснянка и другие) вошли в состав Военного поселения Псковского кирасирского полка. Со временем Военным ведомством будут выкуплены земли и у помещиков Шабельских. Согласно «сдаточной» переписи в 1825 году в слободе Кременной насчитывалось: 1145 мужчин и 1232 женщины, 379 домов, 2 садов, 33 лошади, 273 пары волов, 670 единиц особей рогатого скота, 671 овца, 325 колодок пчел, 563 свиньи и 1915 единиц разной домашней птицы. В 1828 году, после смены округов слобода Кременная оказалась в 1 поселенном эскадроне, 1 взводе Глуховского кирасирского полка. В слободе расположился полковой и эскадронный штаб, что и дало второе название населенного пункта «Ново-Глухов». В 1832 году шефом полка станет великий князь Михаил Павлович и 2-й округ получит название «Его Императорского Высочества великого князя Михаила Павловича полка».
Согласно плана 1844 года в слободе Ново-Глухове были возведены за счет казны: деревянный для квартирования бригадного командира, 3 хлебных магазина, плетневая конюшня для казённых лошадей, деревянное строение для конского лазарета, фахверковое строение со службами для временного полу-госпиталя, плетневой манеж на два вольта, 26 деревянных домов для штаб- и обер-офицеров с 6 деревянными кухнями, каменное строение для хранение оружейных и амуничных вещей, плетневая конюшня для подъемных лошадей, деревянная баня дня нижних чинов, деревянное строение для ветеринарной аптеки, каменная гауптвахта на въезде, деревянная водяная мельница. Поступившими из гражданского ведомства были: каменная приходская церковь с колокольней, деревянный дом для богадельни, 4 деревянные мельницы, плетневые сараи для волов, деревянный дом для скотской ветеринарной аптеки, фахверковый дом для мастерской временно-рабочей роты, плетневой цейхгауз, плетневой летний госпиталь с флигелем для больных, плетневые сараи кирпичного и черепичного заводов. К строениям жителей (военных поселян) относились: деревянные дома с плетневыми строениями и заборами, деревянные мелочные лавки, деревянные ветряные мельницы, деревянные водяные мельницы.
В 1860-е годы Ново-Глухов, слобода, бывшее военное поселение, при р. Красной, имела 362 двора, 1932 жителей мужского пола, и 2141 женского пола, каменную церковь, церковно-приходское училище и 3 водяных мукомольных мельницы. В начале XX века Кременское сельское общество, наряду с Поповским, Ново-Краснянским, Старокраснянским и Дубровским входило в состав Кременской волости Купянского уезда Харьковской губернии.

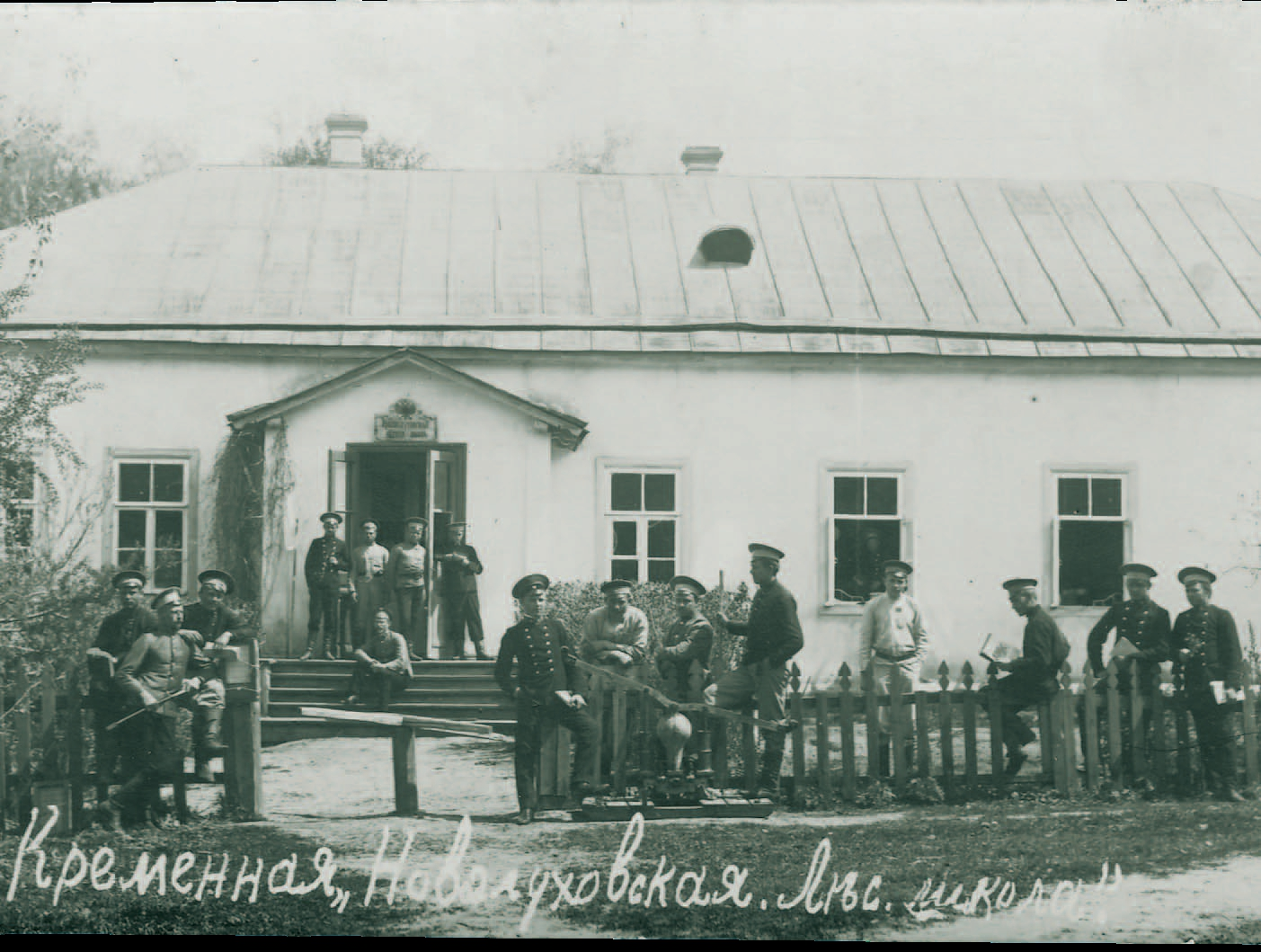
Школа в Кременной, 1910 год

В декабре 1917 года, после революции, в Кременной был образован ревком. Однако в апреле 1918 года Кременную захватили немецкие войска. В декабре 1918 года советскую власть восстановили. В 1919 году сюда пришли войска Деникина. 21 декабря части 11-й и 4-й кавалерийской дивизий 1-й Конной армии заняли Кременную.
26 апреля 1920 года Кременская волость передана из Харьковской во вновь образованную Донецкую губернию. 7 марта 1923 года постановлением Всеукраинского ЦИК Кременская волость наряду с Лисичанской и Верхнянской составили Лисичанский район Бахмутского округа Донецкой губернии. В 1925 году после ликвидации губерний Кременная вошла в состав Кабанского района Купянского округа. В Кременской сельсовет кроме слободы Кременная (1843 двора, 9766 жителей) входили также разъезд Володино и хутора Медвежье, Водяное, Дубровка, Житловка, Козьмине, Мацегоровка и Старо-Краснянка. В 1932 году при образовании областей на территории УССР Кременная вошла в состав Рубежанского района Харьковской области. 2 июля 1932 ВУЦИК принял постановление «Об образовании Донецкой области», в состав которой из Харьковской передавался среди прочих и Рубежанский район.
В 1932 году в Кременском лесу был создан государственный заповедник. Здесь разводили нутрию, норку, ласку, также завезли в заповедник оленей, косуль и лосей.
Постановлением Донецкого облисполкома от 21 октября 1934 года Кременской сельсовет был преобразован в поселковый совет с переводом села Кременная в разряд посёлков городского типа. В июне 1938 года после разделения Донецкой области на Сталинскую и Ворошиловградскую области вошла в состав Ворошиловградской области. 28 октября 1938 Кременная получила статус города, в 1940 году — стала районным центром.
В 1940 году на территории города был обнаружен природный газ. Но добычу газа не организовали. В лесах строились базы отдыха и санаторий.
В ходе Великой Отечественной войны 10 июля 1942 года после массовых воздушных атак город был оккупирован немецкими войсками. 31 января 1943 года освобождён от гитлеровских войск войсками Юго-Западного фронта в ходе Ворошиловградской операции — 195-й стрелковая дивизия (полковник Каруна, Василий Петрович) 4-го гв. стрелкового корпуса (генерал-майор Гаген, Николай Александрович) 1-й гвардейской армии освободила город.
4 декабря 1943 года здесь началось издание местной газеты.
В мае 1995 года Кабинет министров Украины утвердил решение о приватизации находившихся в городе предприятия «Химавтоматика», завода «Ритм», АТП-10910 и фабрики.
В 2018 году реконструирован спорткомплекс для подготовки олимпийских и паралимпийских спортсменов — «Олимп».
Боевые действия на Донбассе в 2014 году обошли город стороной. 1 марта 2022 года после российского вторжения на Украину пророссийский мэр города Владимир Струк был похищен неизвестными людьми в камуфляже и убит на следующий день. 
11 марта был произведён обстрел дома престарелых в посёлке Старая Краснянка, прилегающем к Кременной. Согласно сообщению главы Луганской областной военно-гражданской администрации Сергея Гайдая, в результате этого обстрела погибли 56 человек.
О якобы захвате ВС РФ населенного пункта Минобороны России сообщало 4 раза в разные даты (не упоминая о потере контроля над городом между заявлениями).
По данным украинских властей, 18 апреля 2022 года Кременная была оккупирована российскими войсками.
2 октября в рамках контрнаступления Украина начала бои за Кременную.
В июне 2023 появились сообщения, что подразделение 144-й дивизии 20-й армии попало под обстрел недалеко от оккупированной РФ Кременной. Российские провоенные блогеры предварительно оценивают потери в 100 убитых и 100 раненых. Обстрел вёлся РСЗО HIMARS и другой артиллерией. Военнослужащие были построены перед наступлением и ожидали командующего армией генерала Сухраба Ахмедова.

## Экономика

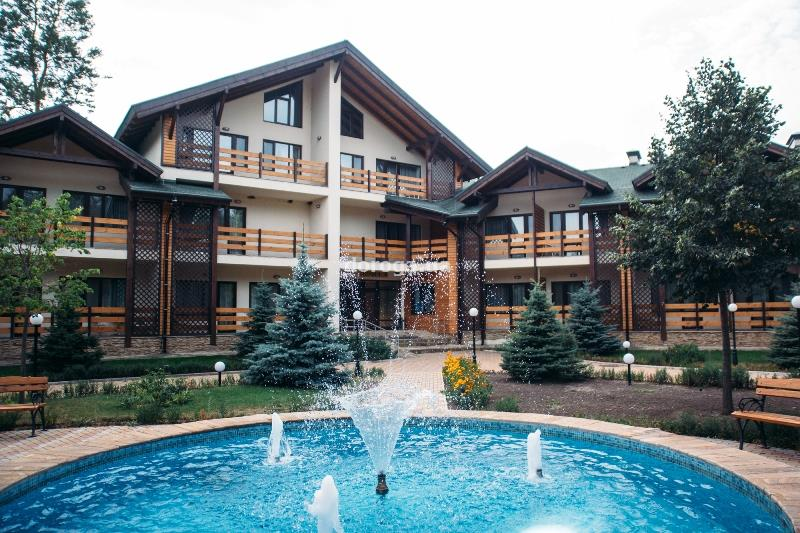
Гостиница «Прилесное»

Основу экономики города составляли пивзавод «Пинта», птицефабрика, молочное производство, лесозаготовительные и деревообрабатывающие цеха.

## Транспорт
Городской транспорт был представлен автобусными маршрутами. С пригородом и ближайшими городами Кременная была связана множеством автобусных линий.
Действовала железнодорожная станция Кременное.